# Dejan Govedarica
Dejan Govedarica (serbisch-kyrillisch Дејан Говедарица; * 2. Oktober 1969 in Zrenjanin, SFR Jugoslawien, heute Serbien) ist ein ehemaliger Fußballspieler. Er spielte auf der Position des Mittelfeldspielers. Er absolvierte 29 Länderspiele für die serbisch-montenegrinische Fußballnationalmannschaft, mit der er an der Fußball-Weltmeisterschaft 1998 teilnahm.
Seit 2011 ist er Manager der serbischen U-19-Junioren.